# フランシスコ・ザビエル肖像
聖フランシスコ・ザビエル像（せいフランシスコ・ザビエルぞう）は、イエズス会の宣教師フランシスコ・ザビエルの肖像画。日本において最も著名なものは、17世紀初頭に描かれたと推測される紙本著色本。
1919年に大阪府の民家で発見され、近畿地方の貴重なキリシタン遺物として、2001年に重要文化財に指定された。この頭頂部を刈り取った髪型（トンスラ）の肖像が日本人に大変よく知られている。

## 歴史
1919年2月に教誓寺住職の藤波大超が、清渓村（現 茨木市）千提寺の天満宮がある小高い丘「クルス山」でキリシタン墓碑（上野マリア墓碑）を発見した。翌1920年9月、墓碑の存在を教えた東藤嗣の家からこの肖像画などの隠れキリシタンの遺物が発見され、藤波大超と橋川正（両者は親戚）により公表された。それまでは「開けずの櫃」と呼ばれる箱に、他のキリシタンの信仰に関係する品々とともに秘蔵され、他人にその存在を明かさないだけでなく、家人も箱を開くことはタブーとされていた。後に、発見された東家の向いに茨木市立キリシタン遺物史料館が開設された。
神戸の資産家で南蛮美術の収集を行っていた池長孟が購入した。昭和26年（1951年）に池長コレクションは神戸市に寄贈され、神戸市立神戸美術館、神戸市立南蛮美術館、現在は神戸市立博物館蔵となっている。発見から2019年までの間に少なくとも4回の修復が行われている。

## 作品

### 制作時期と作者
ザビエルの福者認定（1619年）または列聖（1622年）以降に日本で作成されたと推定される。作者は不明である。落款の壺印（狩野派を示す）と「漁夫」（ペトロを示す）の署名から狩野派の絵師ペトロ狩野（狩野源助）と推定する説があるが、ペトロ狩野はイエズス会とは対立するフランシスコ会士であり、またペトロ狩野の署名とも異なるため、蓋然性は乏しいとみられている。

### 図象
ザビエルの交差した手は祈りの最中であることを示す。ザビエルが抱える燃える心臓はザビエルの燃える信仰心であると解釈されてきた。オラツィオ・トルセリーノの『ザビエル伝』には、かつてザビエルが祈りの最中に、神の愛を受けて胸が赤く腫れ上がったという逸話が記載されている。ザビエルはその熱さに耐えられず、服を開いて「充分です、主よ、充分です（ラテン語: Satis est Domine, Satis est.）」と述べたという。この逸話の影響を受け、胸を開く姿や燃える心臓は他のザビエル像でも描かれることがある。この肖像画でもDomineを省略した形の「SATIS EST DÑE SATIS EST」という文字が描かれている。下部の文字は「S.P.FRÃCISCUS XAVERIUS SOCIETATISV」と書かれている。
画像の下部にある黄色地に書かれた和文は、「瑳夫羅（落）怒青周呼山別論麼 瑳可羅綿都 漁夫環人」と書かれているとみられており、「聖フランシスコ・ザビエル サクラメント（秘跡） 漁夫環人」を意味する。「漁夫環人」は落款との関与や、漁師の指輪をつけていた教皇との関連を指摘する意見もある。 「IHS」という朱文長方関防印と、印文未詳の朱文壺印が押印されている。

### 修復
発見時のモノクロ写真から、保存学者の神庭信幸は、掛け軸だったのが額縁入りに仕立て直されたほか、制作時に使われた真鍮が変色して黒っぽかった頭光が、発見後に黄色に描き足されたと推測している。大正14年（1925年）には最初の大修復が行われ、写真が撮影されているが、この時点で頭光の光輪は明色系となっている。神戸市立博物館学芸員の塚原晃は、大正10年の撮影時の写真技術では黄色い光輪を反映できなかったため、発見時には光輪は明色で描かれていたと指摘している。キリスト像の上部には「INRI」という文字があるが、2回目の修復では「INBI」と誤って修復されてしまった。昭和34年（1959年）にはこの誤記が新聞報道で指摘され、神戸市立美術館は「INRI」に戻す修復を行ったが、文字を削るなどしたため文字の字形が発見時とは異なる形となってしまっている。